# Mochtar Lubis
Mochtar Lubis (Padang, 7 marzo 1922 – Giacarta, 2 luglio 2004) è stato uno scrittore e giornalista indonesiano.
Nato a Padang (Sumatra Occidentale), Lubis fu sposato e padre di tre figli: due maschi (Iwan e Ade) e una femmina, Ira. Lubis era figlio di un funzionario batak dell'amministrazione coloniale neerlandese che finì la sua carriera come demang di kerinci, e d'una donna minangkabau, dopo i suoi studi secondari insegnò matematica all'HIS di Teluk Dalam sull'isola di Nias tra il 1939 e il luglio del 1941, prima di raggiungere Giacarta, dove lavorò durante l'occupazione giapponese dell'Indonesia per una radio militare giapponese.
Due giorni dopo il trasferimento formale della sovranità, il 29 dicembre 1949, fece parte del gruppo di fondatori del quotidiano Indonesia Raya.
Fu uno dei primi componenti dell'International Press Institute, IPI nel 1952.
Nel 1954 entrò a far parte del Congresso per la libertà della cultura, un'associazione culturale anticomunista che era segretamente finanziata (come fu rivelato nel 1967), dalla Central Intelligence Agency attraverso un sistema di fondazioni culturali.

## Opposizione a Soekarno
Criticando sistematicamente l'azione politica e il comportamento personale del presidente Soekarno e quello dei successivi governi, prende apertamente posizione in favore della ribellione del PRRI a Sumatra occidentale. È perciò arrestato il 21 dicembre 1956 e messo in carcere una prima volta per 15 giorni, poi passato agli arresti domiciliari nella sua casa di Jalan Bonang 18, nel quartiere di Menteng a Giacarta, per 4 anni. Passati i primi anni, secondo lo stesso Mochtar Lubis, le condizioni di prigionia non rimasero troppo dure: poté ricevere gli amici del giornale Indonesia Raya perché fossero pubblicati suoi lavori. Finalmente il regime mise fine al divieto di movimento dello scrittore e consentì che egli si recasse il 29 aprile 1961 al congresso dell'IPI a Tel Aviv ma, al ritorno, dopo appena due mesi e mezzo di libertà, fu nuovamente arrestato dapprima a Giakarta e poi trasferito il 22 dicembre 1962 in un carcere di Madiun, dove le condizioni carcerarie a suo dire erano più miti, visto che in un istituto di detenzione che poteva ospitare un centinaio di condannati, ve n'erano reclusi appena nove. Qui i cancelli delle celle erano quasi sempre aperti, i detenuti avevano qualche prigioniero comune posto al loro servizio e le relazioni tra secondini e imprigionati potevano essere definite persino amichevoli. La presenza di minigolf o di una piscina, l'organizzazione di attività artistiche o sportive e la possibilità di accogliere ogni mese la moglie completavano il quadro d'insieme.
In seguito agli avvenimenti provocati dal Movimento del 30 settembre 1965 in Indonesia, alcuni membri del Partito Comunista Indonesiano (PKI) furono inviati nel carcere e Mochtar Lubis, con i suoi compagni di detenzione, furono mandati a Giakarta il 25 ottobre 1965, dove egli restò incarcerato fino al 17 maggio 1966, pur dovendo rispettare limitazioni ai suoi spostamenti fino al novembre dello stesso anno..

## Sotto la Dittatura di Soeharto
Nel 1966, in compagnia d'un pugno di altre figure dell'ambiente artistico e giornalistico indonesiano, dà vita e diventa direttore della "Fondazione Indonesia", Yayasan Indonesia.
Nel 1970, con una parte dei membri fondatori della Yayasan Indonesia e di qualche altro personaggio del mondo culturale indonesiano, partecipa alla creazione della "Fondazione Obor", Yayasan Obor, che si assegna l'obiettivo di riempire il vuoto intellettuale e culturale lasciato in Indonesia dal regime di Soekarno e mira a pubblicare opere di scienze sociali riguardanti l'Indonesia, tradotte dall'inglese o dal neerlandese in indonesiano. All'inizio il posto di direttore è attribuito a Ivan Kats.
In Italia il suo romanzo, La strada senza fine (Jalan Tak Ada Ujung) - che aveva ricevuto un premio dal Badan Musyawarah Kebudayaan Nasional - fu tradotto nel 1967 da Luigi Santa Maria e pubblicato dall'Istituto per l'Oriente.